# Florian Hornig
Florian Hornig (* 9. Juli 2000 in Dülmen) ist ein deutscher Leichtathlet, der sich auf den Hochsprung und den Dreisprung spezialisiert hat.

## Karriere
Seit 2019 ist Florian Hornig Mitglied des TSV Bayer 04 Leverkusen. Vorher war er in den Vereinen TSG Dülmen und SC Preußen Münster aktiv.
Hornig wurde Fünfter im Hochsprung der U23-Europameisterschaften 2021. Im selben Jahr wurde er Dritter beim Tag der Überflieger im Hochsprung in Essen. Bei den Deutschen Meisterschaften 2023 gewann er die Bronzemedaille im Hochsprung. Im Hochsprung gewann er bei den Deutschen Hallenmeisterschaften 2024 ebenfalls die Bronzemedaille.